# 노리타케 컴퍼니 리미티드
노리타케 컴퍼니 리미티드(일본어: ノリタケカンパニーリミテド), 간단히 노리타케(ノリタケ)로 잘 알려진 일본의 도자기 제조사다. 2001년에는 본사가 있던 나고야시 부지에 기업문화시설 노리타케의 숲이 개설하였다.